# Abu Dhabi
Abu Dhabi (phiên âm: "A-bu Đa-bi", tiếng Ả Rập: أَبُو ظَبْيٍ, đã Latinh hoá: Abū Ẓaby, nghĩa là "cha của Linh dương gazelle"), toạ lạc bên bờ Vịnh Ba Tư, là thủ đô và là thành phố đông dân thứ hai (sau Dubai) của Các Tiểu vương quốc Ả Rập Thống nhất. Abu Dhabi cũng là thủ đô của Tiểu vương quốc Abu Dhabi, tiểu vương quốc lớn nhất trong 7 tiểu vương quốc tạo nên Các Tiểu vương quốc Ả Rập Thống nhất. Thành phố nằm trên một hòn đảo hình chữ T nhô lên trong Vịnh Ba Tư phía Tây đất liền. Thành phố có dân số khoảng 1.5 triệu người vào năm 2014.
Văn phòng chính phủ liên bang Abu Dhabi là trụ sở chính của Hội đồng Liên bang Quốc gia UAE (FNC). Đây cũng là nơi ở của Tổng thống Các tiểu vương quốc Ả Rập Thống nhất và Gia đình Hoàng gia Abu Dhabi của ông. Sự phát triển và đô thị hóa tốc độ cao của Abu Dhabi, cùng với mức thu nhập bình quân đầu người khá cao biến thành phố thành một đô thị lớn và hiện đại. Hiện nay Abu Dhabi là trung tâm chính trị và hoạt động công nghiệp, đồng thời cũng là trung tâm văn hóa thương mại, tương xứng với vị trí thủ đô của nó. Nền kinh tế Abu Dhabi chiếm khoảng 2/3 trong nền kinh tế trị giá gần 400 tỉ đô-la của UAE.
Đây cũng là thành phố đắt đỏ thứ 4 với người lao động trong khu vực, đồng thời là thành phố đắt đỏ thứ 25 trên thế giới (2016).

## Lịch sử
Lịch sử của Abu Ahabi được bắt đầu từ 5 khu định cư năm 1761 và năm 1793 đây là nơi quyền lực của dòng họ al-Nahyan, dòng họ đang cai trị tiểu vương quốc Abu Dhabi cho đến ngày nay. Tuy nhiên, thị trấn này chỉ trở nên quan trọng hơn khi trữ lượng dầu mỏ lớn được phát hiện tại tiểu vương quốc này cuối thập niên 1950 và đầu thập niên 1960. Cho đến những năm 1960, thị trấn ở đảo vẫn chỉ bao gồm các tòa nhà đơn giản, đôi khi không có điện, cống thoát nước và ô tô. Các nguồn thu nhập chính của là đánh cá và lặn mò ngọc trai, cũng như việc trồng chà là. Sự khởi đầu chương trình khai thác mỏ dầu thay đổi tình huống nhanh chóng, Abu Dhabi vào những năm 1970 với một quy hoạch tổng thể mở rộng thành một đô thị hiện đại. Kế hoạch này được hoạch định cho dân số 600.000 người, một con số lớn so với tương quan thời đó. Tuy nhiên vì trải qua một giai đoạn tăng trưởng vượt bậc trong mấy thập niên qua, con số đạt được chỉ sau hai mươi năm; sự tăng trưởng từ đó lan ra các đảo nhân tạo và các bãi biển.Thành phố được quy hoạch theo ô vuông với các tuyến đường phố theo hướng Đông-Nam đến Tây Bắc. Nhiều công viên và vườn hoa đã được trồng ở những khu vực mà trước đây là sa mạc khô cằn. Thành phố có một tổ hợp thể thao lớn và một trung tâm văn hoá.
Theo thoả hiệp năm 1971, thành phố Abu Dhabi đã được chọn làm thủ đô lâm thời của Các tiểu vương quốc Ả Rập thống nhất mới thành lập. Người ta dự tính rằng một thủ đô mới, lâu dài sẽ được xây sau này ở biên giới giữa Abu Dhabi và Dubai, tiểu vương quốc Ả Rập quan trọng thứ hai trong Các tiểu vương quốc Ả Rập thống nhất. Tuy nhiên, vào năm 1996, Abu Dhabi đã được tuyên bố chính thức là thủ đô lâu dài của Các tiểu vương quốc Ả Rập thống nhất.
Abu Dhabi có từ năm 1981 Sân bay Quốc tế Abu Dhabi. Nó nằm 30 km bên ngoài thành phố trên đất liền, trên đường cao tốc chính giữa Abu Dhabi và Dubai; được thiết kế bởi các kiến trúc sư mã đã chịu trách nhiệm xây dựng sân bay Charles-de-Gaulle ở Paris. Sân bay Al-Bateen, nằm trên đảo Abu Dhabi sau đó đã ban đầu chỉ được sử dụng bởi quân đội và gia đình cầm quyền. Kể từ năm 2008, nó hoạt động như một sân bay thương mại cho máy bay phản lực tư nhân. Các tiểu vương quốc còn có một sân bay quốc tế tại thành phố ốc đảo Al-Ain, nhưng tuyến đường dài chỉ được máy bay của một chi nhánh Anh của hãng du lịch TUI bay tới.

## Địa lí
Thành phố Abu Dhabi nằm ở phía đông bắc Vịnh Ba Tư trên bán đảo Ả Rập. Nó nằm trên hòn đảo cách đất liền chưa đến 250m và được nối với đất liền bởi hai cây cầu là Al Maqta'a và Mussafah. Cây cầu thứ 3 mang tên Sheikh Zayed được thiết kế bởi nữ kiến trúc sư Zaha Hadid đã khánh thành vào cuối năm 2010. Đầu năm 2011, cây cầu Al-Mafraq trong dự án kết nối Abu Dhabi với Dubai và các vùng miền Tây cũng được hoàn thành. Đây là cây cầu cao tốc với 27 làn, có khả năng tiếp nhận 24.000 phương tiện giao thông trong 1 giờ. Trước đó, ba cây cầu trong dự án đã được mở theo các giai đoạn, bao gồm cây cầu chính cao 75 m với bốn làn xe theo hướng Dubai-Al Sila'a và hai cây cầu nhỏ khác: từ Abu Dhabi đến Al Shahama và từ Al Ain Đến Al Sila'a.
Phần lớn thành phố đều nằm trên đảo này, tuy nhiên có nhiều phần ngoại ô lại nằm trên đất liền như Khalifa City A,B và C; bãi biển Al Hara.

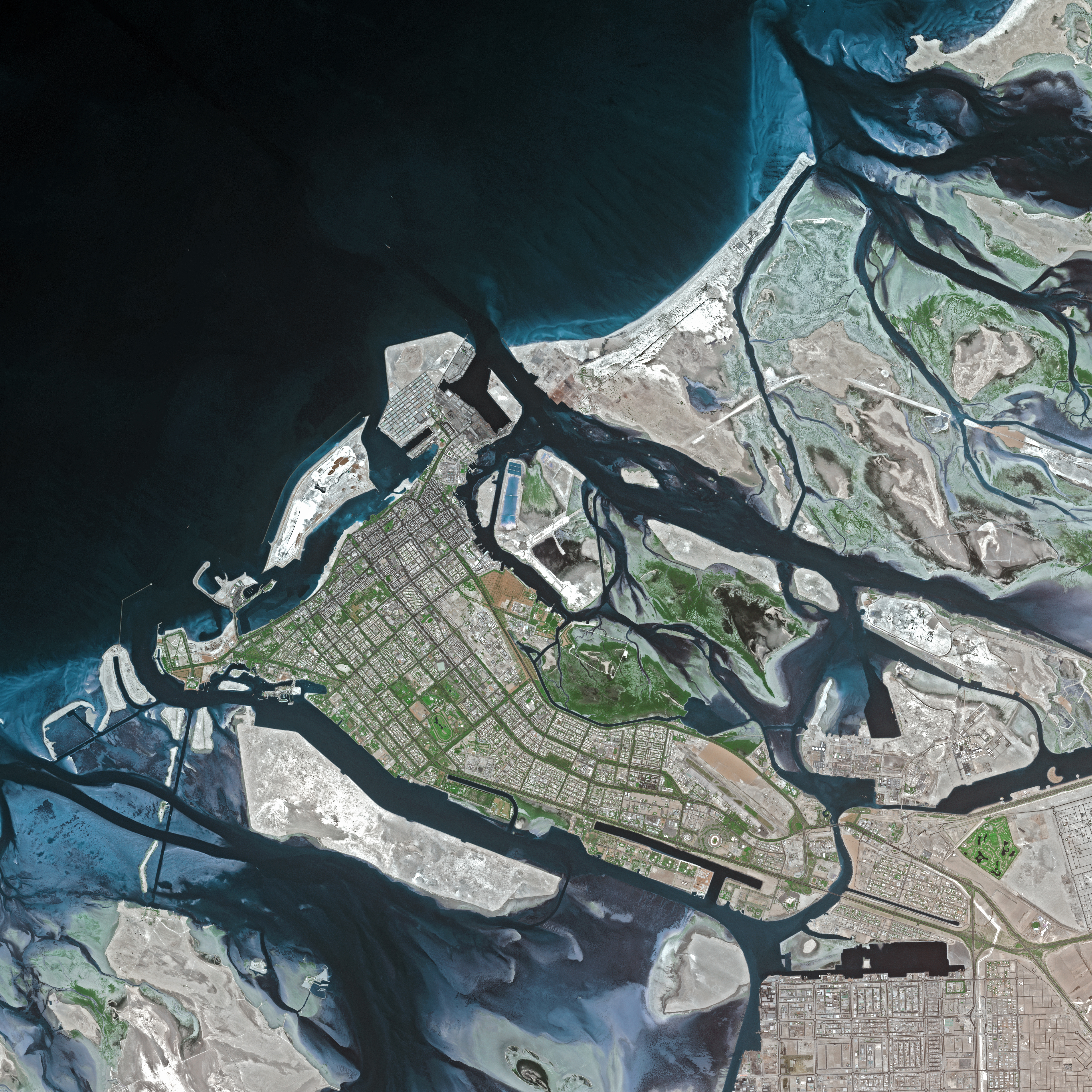
Abu Dhabi nhìn từ vệ tinh SPOT

## Khí hậu
Abu Dhabi có khí hậu sa mạc nóng. Trời trong xanh và nắng thường xuyên cả năm. Từ tháng 6 tới tháng 9, nhìn chung thời tiết rất nóng và ẩm với nhiệt độ trung bình lên tới hơn 38 °C. Trong khoảng thời gian này thường xuyên xảy ra bão cát, tầm nhìn có thể bị giảm xuống còn vài mét.
Mùa mát là từ tháng 11 đến tháng 3, dao động từ nóng vừa đến nhẹ. Thời kỳ này cũng thấy sương mù dày đặc vào một số ngày và một vài ngày mưa. Trung bình, tháng một là tháng mát nhất trong năm, trong khi tháng tám là nóng nhất. Kể từ khi chí tuyến của ung thư đi qua tiểu vương quốc, phần phía nam nằm trong vùng nhiệt đới. Tuy nhiên, mặc dù tháng mát nhất có nhiệt độ trung bình 18,8 °C (65,8 °F), khí hậu của nó quá khô để được xếp vào loại nhiệt đới.
| Dữ liệu khí hậu của Abu Dhabi     | Dữ liệu khí hậu của Abu Dhabi | Dữ liệu khí hậu của Abu Dhabi | Dữ liệu khí hậu của Abu Dhabi | Dữ liệu khí hậu của Abu Dhabi | Dữ liệu khí hậu của Abu Dhabi | Dữ liệu khí hậu của Abu Dhabi | Dữ liệu khí hậu của Abu Dhabi | Dữ liệu khí hậu của Abu Dhabi | Dữ liệu khí hậu của Abu Dhabi | Dữ liệu khí hậu của Abu Dhabi | Dữ liệu khí hậu của Abu Dhabi | Dữ liệu khí hậu của Abu Dhabi | Dữ liệu khí hậu của Abu Dhabi |
| Tháng                             | 1                             | 2                             | 3                             | 4                             | 5                             | 6                             | 7                             | 8                             | 9                             | 10                            | 11                            | 12                            | Năm                           |
| --------------------------------- | ----------------------------- | ----------------------------- | ----------------------------- | ----------------------------- | ----------------------------- | ----------------------------- | ----------------------------- | ----------------------------- | ----------------------------- | ----------------------------- | ----------------------------- | ----------------------------- | ----------------------------- |
| Cao kỉ lục °C (°F)                | 33.7 (92.7)                   | 38.1 (100.6)                  | 43.0 (109.4)                  | 44.7 (112.5)                  | 46.9 (116.4)                  | 48.8 (119.8)                  | 48.7 (119.7)                  | 49.2 (120.6)                  | 47.7 (117.9)                  | 43.0 (109.4)                  | 38.0 (100.4)                  | 33.4 (92.1)                   | 49.2 (120.6)                  |
| Trung bình ngày tối đa °C (°F)    | 24.1 (75.4)                   | 26.0 (78.8)                   | 29.5 (85.1)                   | 34.5 (94.1)                   | 39.3 (102.7)                  | 40.8 (105.4)                  | 42.1 (107.8)                  | 42.9 (109.2)                  | 40.4 (104.7)                  | 36.5 (97.7)                   | 31.1 (88.0)                   | 26.3 (79.3)                   | 34.5 (94.1)                   |
| Trung bình ngày °C (°F)           | 18.8 (65.8)                   | 19.6 (67.3)                   | 22.6 (72.7)                   | 26.4 (79.5)                   | 31.2 (88.2)                   | 33.0 (91.4)                   | 34.9 (94.8)                   | 35.3 (95.5)                   | 32.7 (90.9)                   | 29.1 (84.4)                   | 24.5 (76.1)                   | 20.8 (69.4)                   | 27.4 (81.3)                   |
| Tối thiểu trung bình ngày °C (°F) | 13.2 (55.8)                   | 14.6 (58.3)                   | 17.5 (63.5)                   | 20.8 (69.4)                   | 23.8 (74.8)                   | 26.1 (79.0)                   | 28.8 (83.8)                   | 29.5 (85.1)                   | 26.6 (79.9)                   | 23.2 (73.8)                   | 18.7 (65.7)                   | 15.8 (60.4)                   | 21.6 (70.9)                   |
| Thấp kỉ lục °C (°F)               | 5.0 (41.0)                    | 5.0 (41.0)                    | 8.4 (47.1)                    | 11.2 (52.2)                   | 16.0 (60.8)                   | 19.8 (67.6)                   | 16.5 (61.7)                   | 17.0 (62.6)                   | 19.0 (66.2)                   | 12.0 (53.6)                   | 10.5 (50.9)                   | 7.1 (44.8)                    | 5.0 (41.0)                    |
| Lượng mưa trung bình mm (inches)  | 7.0 (0.28)                    | 21.2 (0.83)                   | 14.5 (0.57)                   | 6.1 (0.24)                    | 1.3 (0.05)                    | 0 (0)                         | 0 (0)                         | 1.5 (0.06)                    | 0 (0)                         | 0 (0)                         | 0.3 (0.01)                    | 5.2 (0.20)                    | 57.1 (2.25)                   |
| Số ngày mưa trung bình (≥ 0.2 mm) | 1.2                           | 2.8                           | 2.8                           | 1.2                           | 0.1                           | 0.0                           | 0.0                           | 0.1                           | 0.0                           | 0.0                           | 0.2                           | 1.5                           | 9.9                           |
| Độ ẩm tương đối trung bình (%)    | 68.0                          | 67.0                          | 63.0                          | 58.0                          | 55.0                          | 60.0                          | 61.0                          | 63.0                          | 64.0                          | 65.0                          | 65.0                          | 68.0                          | 63.1                          |
| Số giờ nắng trung bình tháng      | 246.1                         | 232.6                         | 251.1                         | 280.5                         | 342.2                         | 336.9                         | 314.2                         | 307.5                         | 302.4                         | 304.7                         | 286.6                         | 257.6                         | 3.462,4                       |
| Nguồn: NOAA (1971–1991)           |                               |                               |                               |                               |                               |                               |                               |                               |                               |                               |                               |                               |                               |

| Một     | Hai     | Ba      | Bốn     | Năm     | Sáu     | Bảy     | Tám     | Chín    | Mười    | Mười một | Mười hai |
| ------- | ------- | ------- | ------- | ------- | ------- | ------- | ------- | ------- | ------- | -------- | -------- |
| 22.2 °C | 20.6 °C | 22.4 °C | 25.0 °C | 29.0 °C | 31.6 °C | 32.7 °C | 33.8 °C | 33.4 °C | 31.5 °C | 28.3 °C  | 24.5 °C  |

## Chính quyền
Dưới sự quản lí của Bộ nội vụ, Abu Dhabi có chính quyền riêng, được thông qua bởi vua.
Các hội đồng như Hội đồng quy hoạch đô thị và Cục quy định và giám sát sẽ chịu trách nhiệm về các dự án cơ sở hạ tầng của thành phố. Vấn đề tài chính chủ yếu được thông qua bởi chính quyền bang.

## Nhân khẩu
Tiểu vương quốc Abu Dhabi có diện tích 67.341 km2 (26.001 dặm vuông Anh), chiếm gần 87% diện tích UAE, với mật độ dân số 21,73/km2 (56,3/sq mi). Đây là tiểu vương quốc lớn nhất ở UAE.
Abu Dhabi cũng đứng thứ 67 trong số những thành phố đắt đỏ nhất thế giới, đứng thứ hai ở UAE sau Dubai.
Vào năm 2014, 477.000 trong số 2.650.000 người sống trong tiểu vương quốc này là công dân. Khoảng 80% dân số là người nước ngoài. Độ tuổi trung bình ở Abu Dhabi là khoảng 30,1. Tỉ lệ sinh thô, tính đến năm 2005, là 13,6%, trong khi tỉ lệ tử thô là khoảng 2%.
Điều 7 Hiến pháp tạm thời của UAE tuyên bố Hồi giáo là tôn giáo chính thức của UAE. Chính phủ trợ cấp gần 95% các nhà thờ Hồi giáo và thuê tất cả các imam. Phần lớn đền thờ Hồi giáo có xu hướng Maliki hay Muwahhid. Phần lớn cư dân của Abu Dhabi là công nhân xa xứ từ Nepal, Ấn Độ, Pakistan, Eritrea, Ethiopia, Somalia, Bangladesh, Sri Lanka, Philippines, Anh và các quốc gia khác nhau từ khắp thế giới Ả Rập. Một bộ phận trong số những người nước ngoài này đã ở đây trong nhiều thập kỷ, song chỉ với một ít người trong đó được cấp quốc tịch. Do đó, các ngôn ngữ như tiếng Anh, tiếng Hindustan (Hindi-Urdu), tiếng Mã Lai, tiếng Tamil, tiếng Tulu, tiếng Somali, tiếng Tigrinya, tiếng Amhara và tiếng Bengal được sử dụng rộng rãi.
Dân bản xứ là những người Ả Rập và nói tiếng Ả Rập, sống theo một xã hội dựa trên gia tộc. Gia đình Al Nahyan, một phần của nhánh al-Falah của dòng tộc Bani Yas, quản lý tiểu vương quốc và có một vị trí trung tâm trong xã hội. Ngoài những người Ả Rập có quốc tịch UAE, cũng có những người Ả rập đến từ các nước khác thuộc thế giới Ả Rập.

## Cảnh quan thành phố

### Các vùng ngoại ô

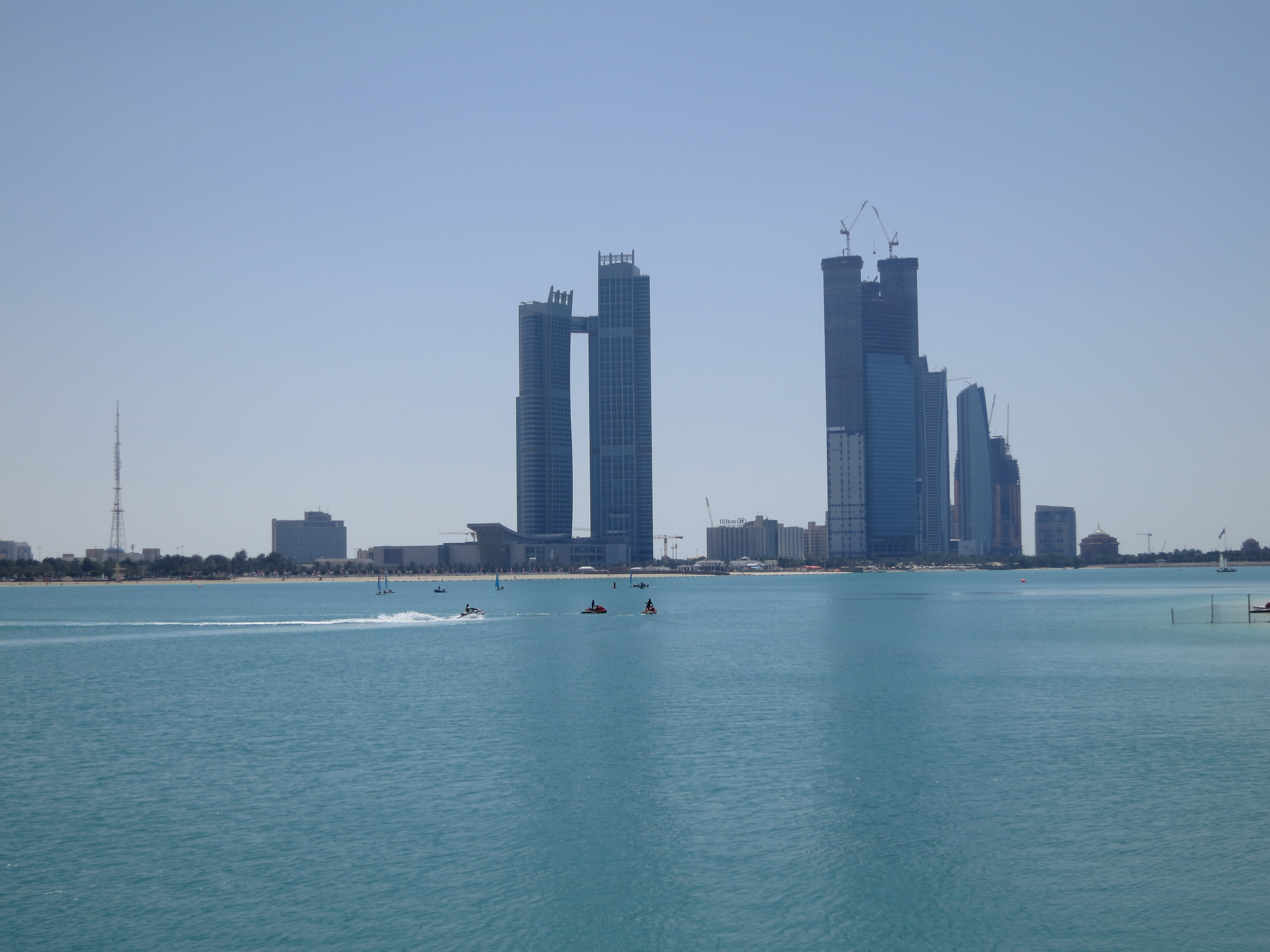
Cao ốc nhìn từ bờ biển phía Tây. Bên phải là Tổ hợp tháp Etihad

- Al Aman
- Al Bateen
- Al Dhafrah
- Al Falah
- Al Karama
- Al Khubeirah
- Al Lulu Island
- Al Madina
- Al Maryah Island
- Al Manaseer
- Al Manhal
- Al Maqtaa
- Al Markaziyah
- Al Meena
- Al Moroor
- Al Mushrif
- Al Muzoon
- Al Nahyan
- Al Qubesat
- Al Ras Al Akhdar
- Al Reem Island
- Al Rehhan
- Al Rowdah
- Bani Yas
- Al Zaab
- Al Zahiyah
- Al Zahraa
- Al Khalidyah
- Bain Al Jisrain
- Hideriyyat
- Khalifa City
- Marina Village
- Masdar City
- Mohammed Bin Zayed City
- Đảo Saadiyat
- Shakhbout City
- Officers City
- Qasr El Bahr
- Qasr El Shatie
- Yas Island
- Al Samha

### Kiến trúc

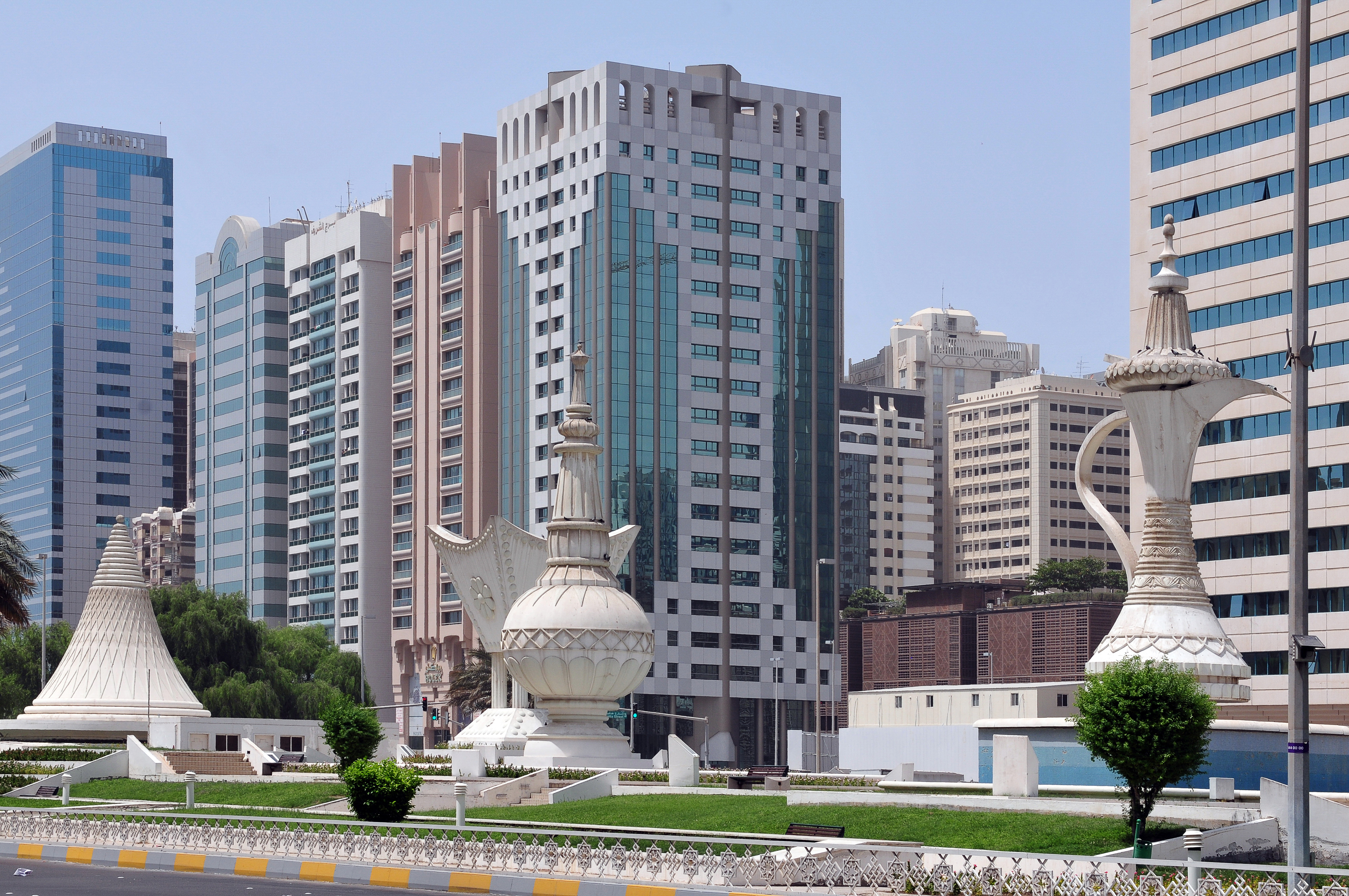
Góc nhìn dưới phố.

Kế hoạch xây dựng thành phố được chỉ đạo bởi Sheikh Zayed cùng với kiến trúc sư người Nhật Bản Dr Takahashi vào năm 1967 với dân số ban đầu là khoảng 40000 người. Mật độ dân số Abu Dhabi thay đổi nhanh với mật độ lao động cao ở khu vực trung tâm, mật độ dân số cao ở các khu phố trung tâm và thưa hơn ở vùng ngoại ô. Khu vực đông dân cư cũng là khu vực tập trung nhiều cao ốc, đặc biệt ở quận tài chính có nhiều tòa nhà nổi tiếng như Tổ hợp tháp Etihad, Tòa nhà ủy ban đầu tư Abu Dhabi, Trụ sở ngân hàng quốc gia Abu Dhabi, Khách sạn Baynunah của Tập đoàn Hilton. Một công trình đáng chú ý khác là Khách sạn Emirates Palace với thiết kế nổi bật lấy cảm hứng từ kiến trúc Ả-rập cổ.
Việc phát triển các công trình cao tầng được khuyến khích trong kế hoạch phát triển dài hạn đến 2030 của thành phố, mở đường cho việc sẽ có nhiều cao ốc mọc lên hơn nữa trong thập kỉ tới đặc biệt tập trung mở rộng tại các quận thương mại trung tâm. Hiện tại các cao ốc chọc trời đang được xây dựng khắp thành phố, trong đó: Trung tâm thương mại thế giới Abu Dhabi (cao 382m), Tòa nhà Landmark 74 (cao 324m), Tháp Sky Tower (cao 310m) đã được hoàn thành. Nhiều dự án nhà cao tầng (trên 150m) đang lên kế hoạch xây dựng hoặc chờ giấy phép xây dựng. Tính đến tháng 7 năm 2008, đã có 62 cao ốc (từ 23m đến 150m) đang được xây dựng, chờ cấp phép xây dựng hoặc đang được lên kế hoạch xây dựng.

#### Thánh đường Hồi giáo Sheikh Zayed
Công trình kiến trúc nổi bật nhất của Abu Dhabi là Nhà thờ Hồi giáo Sheikh Zayed. Đây được cho là một trong những công trình có giá trị kiến trúc quan trọng bậc nhất của xã hội UAE hiện đại - và là một trong những nhà thờ đẹp nhất Trung Đông. Ý tưởng cho việc xây dựng thánh đường này đến từ ông Sheikh Zayed bin Sultan Al Nahyan - cố tổng thống Các tiểu vương quốc Ảrập thống nhất - với mong muốn sẽ đoàn kết cả đất nước và thế giới Hồi giáo.
Thiết kế của thánh đường được dựa trên ý tưởng "một thế giới đoàn kết", sử dụng các nghệ nhân và vật liệu xây dựng từ nhiều nước như: Ý, Đức, Ma-rốc, Pakistan, Ấn Độ, Thổ Nhĩ Kỳ, Iran, Trung Quốc, Anh, New Zealand, Hy Lạp và tất nhiên là từ Các Tiểu vương quốc Ả Rập Thống nhất. Hơn 3,000 công nhân và 38 công ty xây dựng nổi tiếng đã tham gia xây dựng nhà thờ Hồi giáo. Nhiều hạng mục của công trình sử dụng các vật liệu tự nhiên, bao gồm đá cẩm thạch, đá, vàng, đá bán quý, tinh thể và gốm sứ nhờ khả năng sử dụng lâu dài của chúng. Việc xây dựng bắt đầu vào ngày 5 tháng 11 năm 1996. Nhà thờ có khả năng tiếp nhận tối đa khoảng 41,000 người, tổng diện tích là 22.412 mét vuông, các gian phòng cầu nguyện chính được khánh thành vào tháng 12 năm 2007.
Là một trong những công trình được nhiều người viếng thăm nhất tại UAE, Trung tâm quản lí Thánh đường Hồi giáo lớn Sheikh Zayed được thành lập nhằm quản lý các hoạt động hàng ngày, như là một nơi cầu nguyện và tập trung vào ngày Thứ Sáu và là trung tâm học tập và tìm hiểu thông qua các chương trình giáo dục và du lịch.

### Không gian xanh
Thành phố có hơn 2000 công viên hiện đang được chăm sóc thường xuyên và hơn 400 km đường bờ biển, trong đó có 10 km là bãi tắm công cộng.

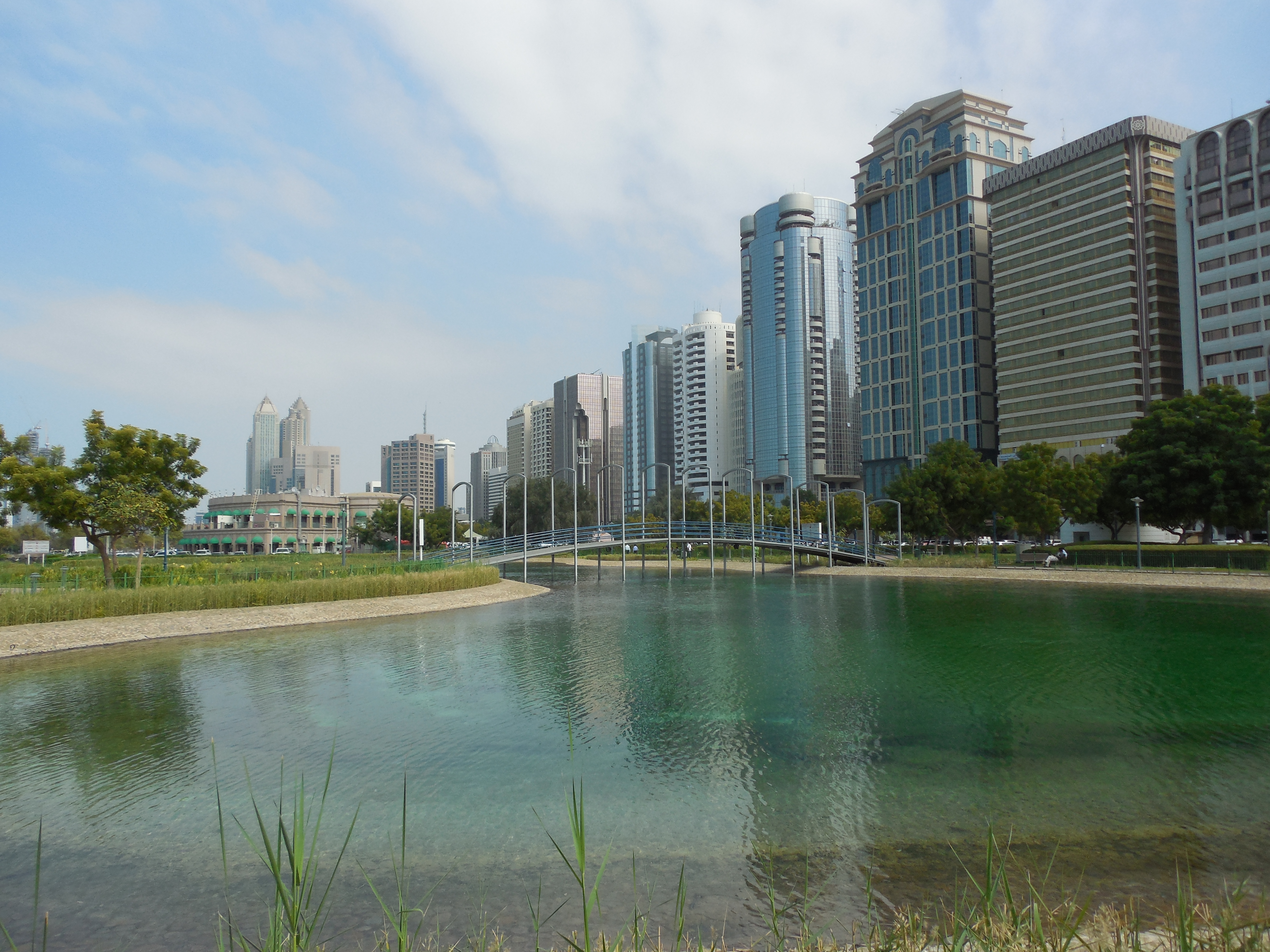
Công viên và hồ
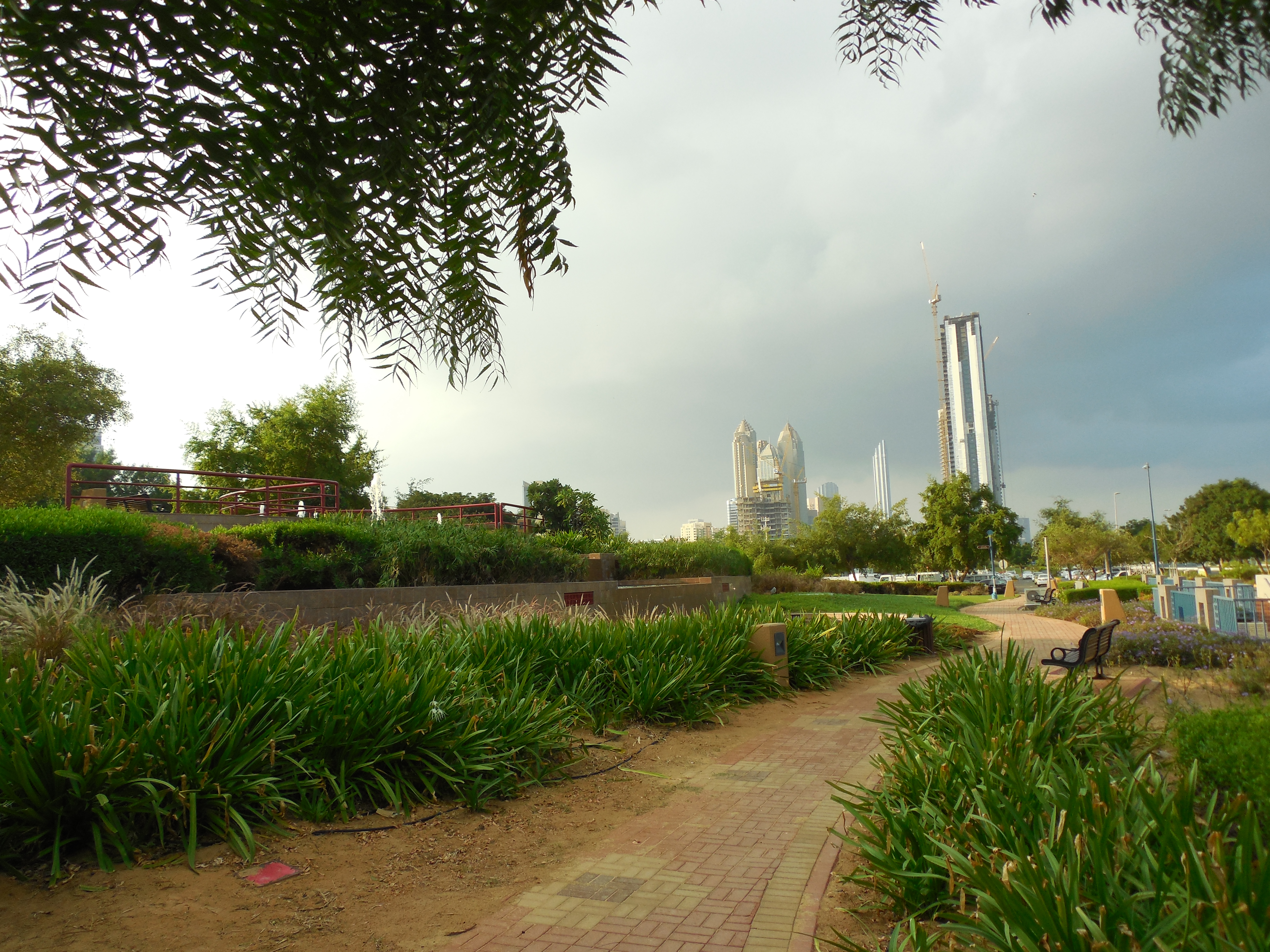
Góc nhìn từ công viên Heritage
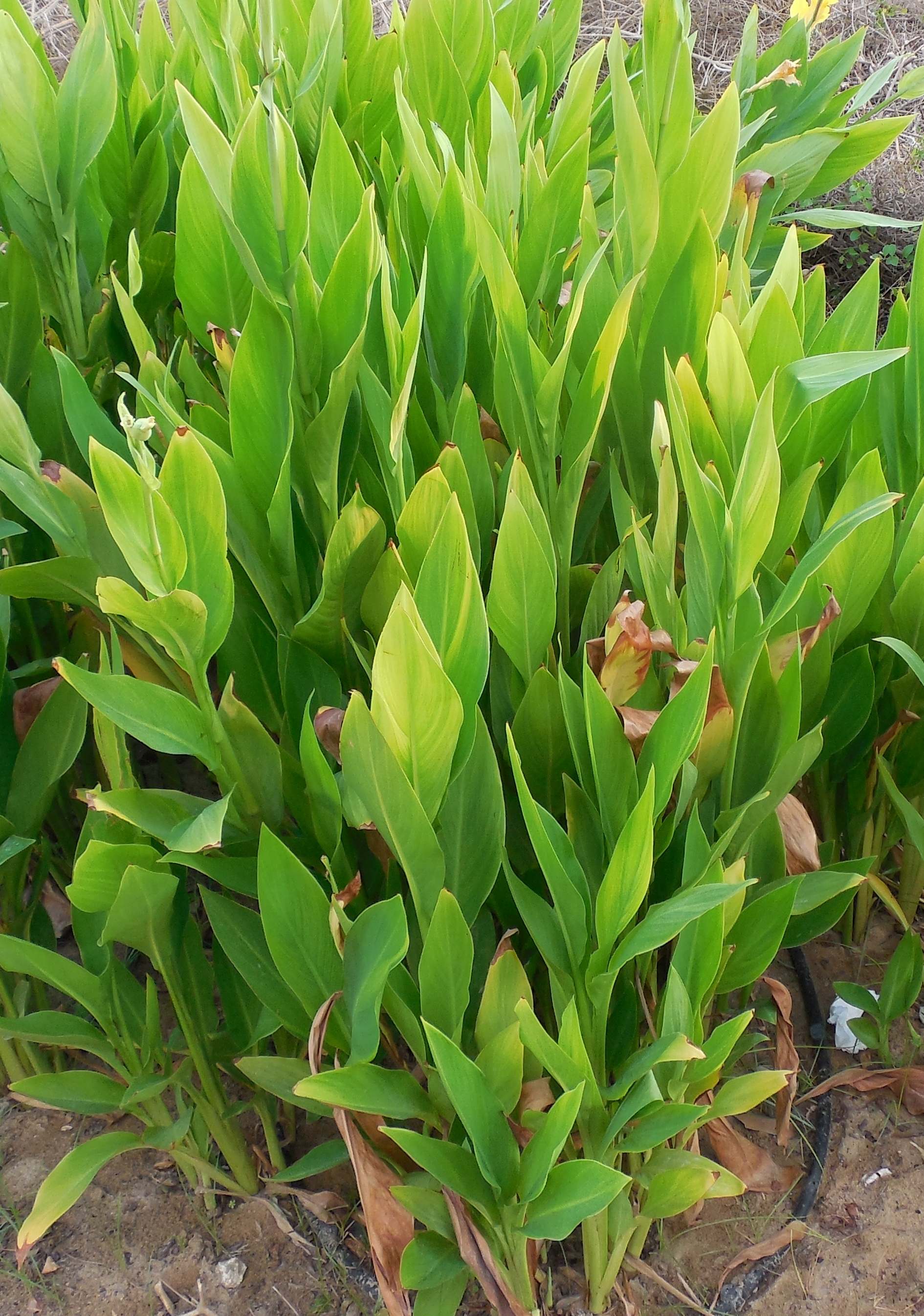
Một loại cây trong công viên Heritage
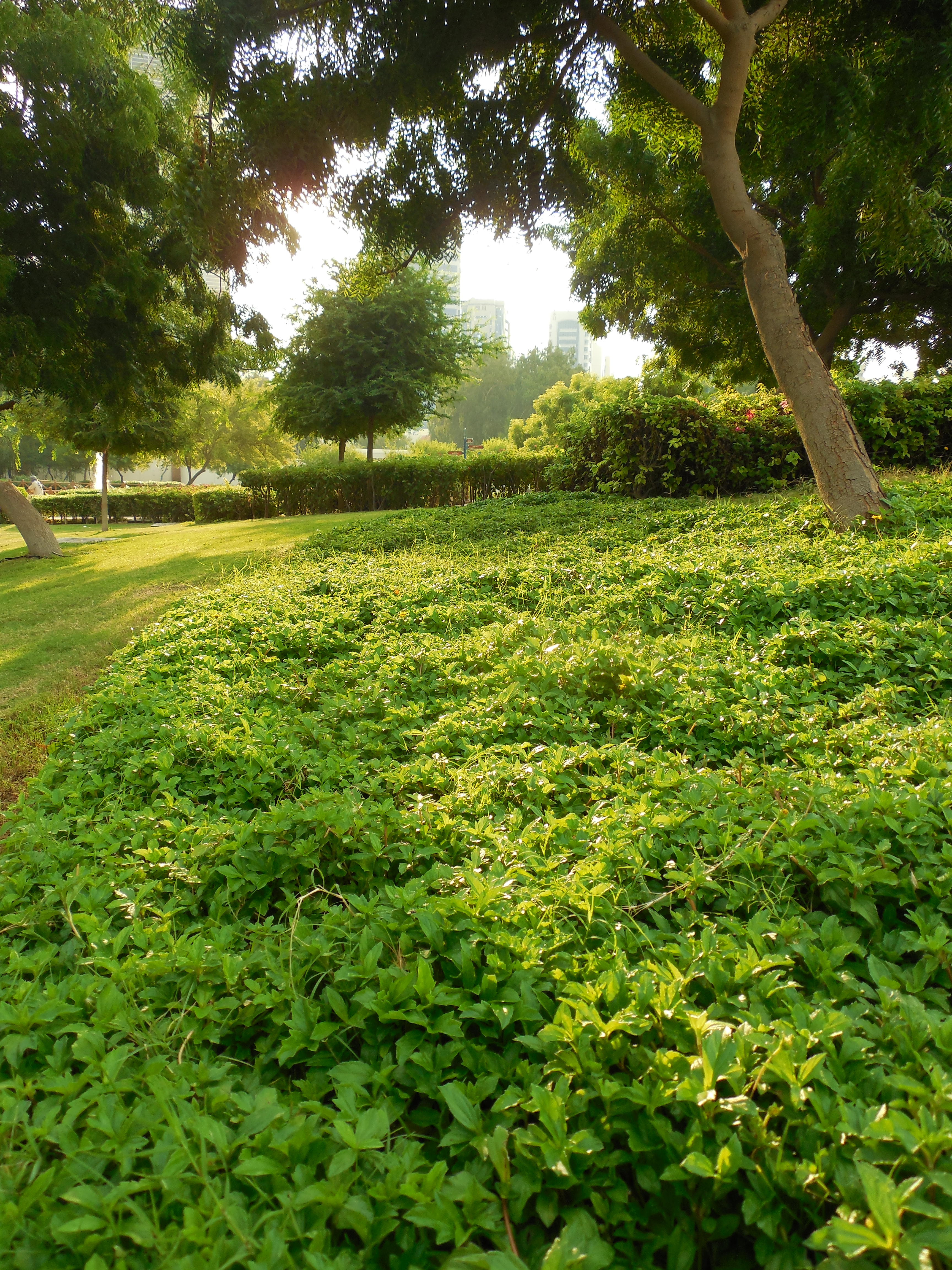
Bên trong công viên Heritage
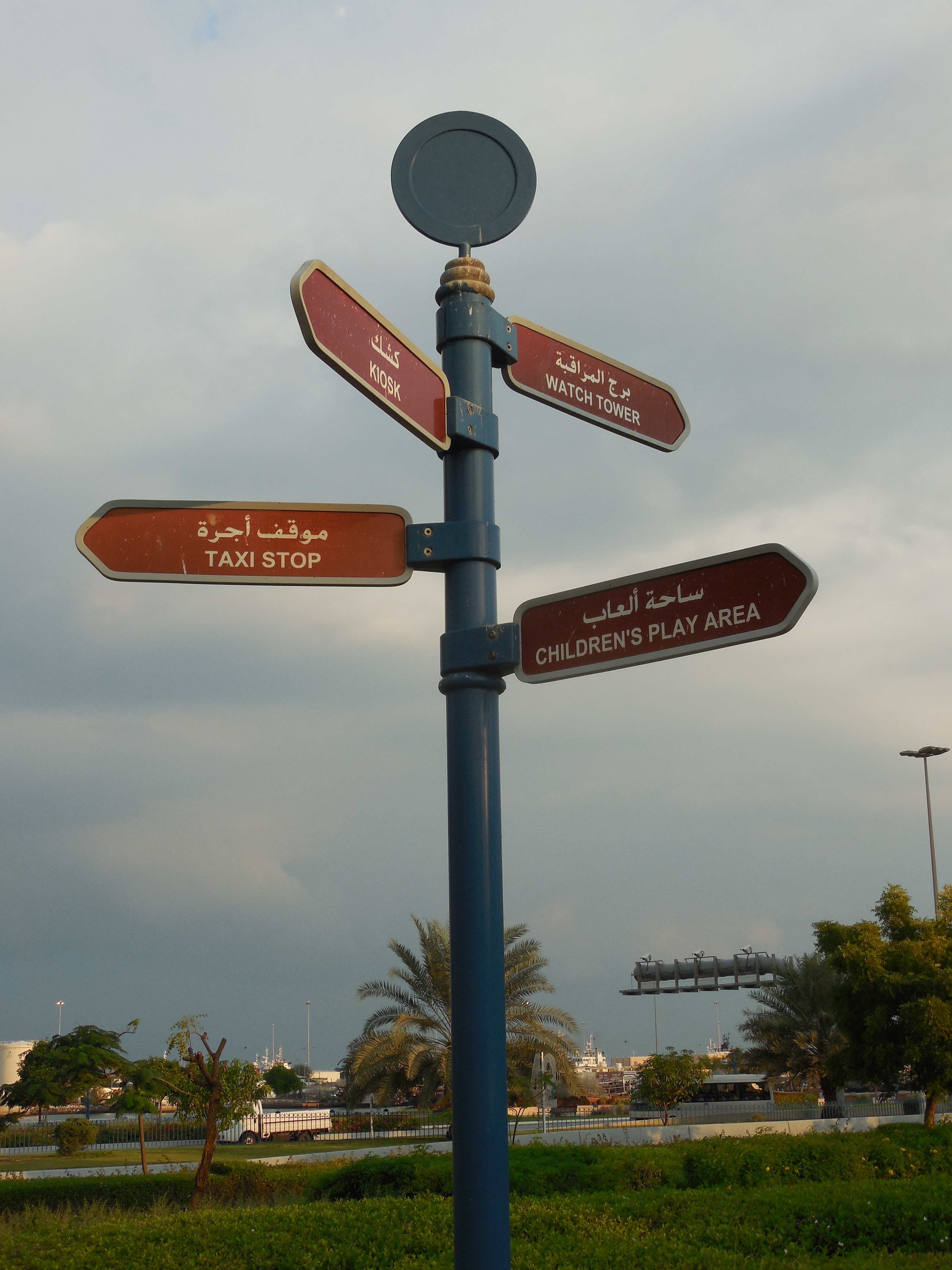
Bảng chỉ đường trong công viên Heritage
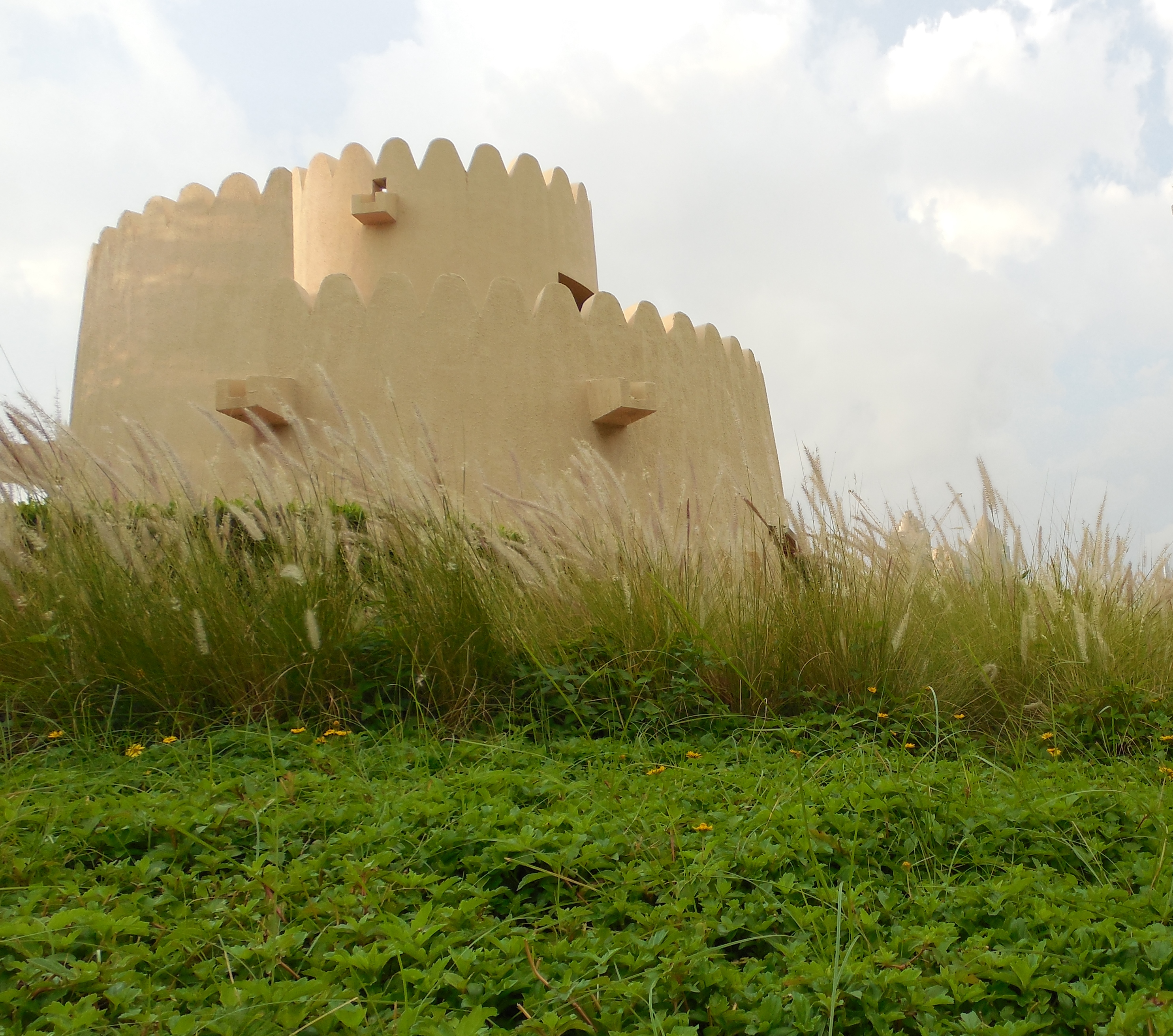
Tháp canh cổ trong công viên Heritage

## Kinh tế
Nguồn dầu mỏ và khí đốt tự nhiên vô cùng phong phú giúp UAE trở thành đất nước có GDP trung bình cao nhất thế giới và Abu Dhabi sở hữu phần lớn nguồn tài nguyên trên: chiếm 95% trữ lượng dầu và 92% lượng khí đốt.. Abu Dhabi chiếm 9% trữ lượng dầu hiện tại của thế giới (98.2 tỉ thùng) và gần 5% trữ lượng khí đốt (5.8 tỉ mét khối). Sản lượng dầu của UAE đạt mức 2,3 triệu thùng mỗi ngày vào năm 2010 và UAE đang đẩy mạnh năng suất nhằm đưa sản lượng đạt mức 3 triệu thùng mỗi ngày. Trong những năm gần đây, trọng tâm khai thác chuyển sang khí đốt do nhu cầu tiêu thụ điện trong nước, khử muối và bơm khí trở lại các mỏ dầu tăng cao. Việc khai thác khí đốt không hẳn là dễ dàng, được chứng minh bằng dự án khí lưu huỳnh tại Shah, nơi có nhiều chất hydrogen sulfide, rất tốn kém để khai thác và phát triển.
Gần đây chính phủ đã thực hiện kế hoạch đa dạng hóa nền kinh tế nhầm giảm bớt sự lệ thuộc vào dầu mỏ. GDP đến từ khí đốt và các ngành phi dầu mỏ đã chiếm 64% tổng GDP của UAE, vượt qua ngành năng lượng. Xu hướng thay đổi này cũng ảnh hưởng tới Abu Dhabi với việc vốn đầu tư được đổ vào các ngành như công nghiệp, bất động sản, du lịch và dịch vụ bán lẻ. Do Abu Dhabi là nơi sản xuất dầu lớn nhất của UAE nên nó được hưởng nhiều lợi ích nhất từ xu hướng này. Các chương trình đa dạng hóa và tự do hóa nền kinh tế đang hoạt động nhằm giảm sự phụ thuộc của UAE vào ngành dầu mỏ. Sự đa dạng hóa các ngành công nghiệp được thể hiện rõ với việc xây dựng các vùng đặc khu kinh tế, thành phố công nghiệp Abu Dhabi, đặc khu giải trí và truyền thông tự do twofour54 và khu công nghiệp hỗ trợ ICAD II. Các ngành du lịch và bất động sản càng có thêm động lực phát triển sau khi Ủy ban du lịch Abu Dhabi và Công ty đầu tư phát triển du lịch thực hiện một số dự án phát triển quy mô lớn. Những dự án này sẽ được hỗ trợ bởi một loạt cơ sở hạ tầng giao thông mới bao gồm một cảng mới, mở rộng sân bay và dự án đường sắt nối Abu Dhabi với Dubai đang được đề xuất phát triển.

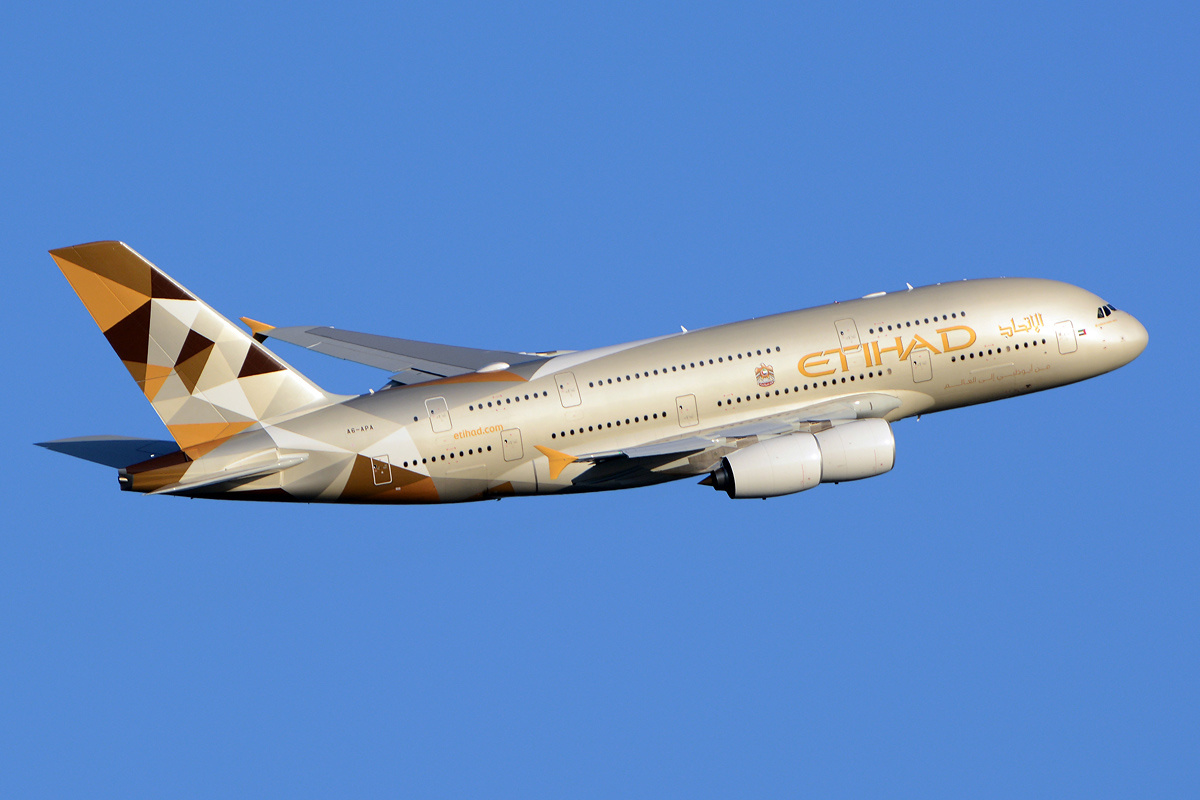
Etihad Airways, một trong những hãng hàng không lớn nhất thế giới, có trụ sở ở Abu Dhabi.

Abu Dhabi là tiểu vương quốc giàu nhất của UAE xét về tổng sản phẩm quốc nội (GDP) và thu nhập bình quân đầu người. Hơn một nghìn tỷ đô la được đầu tư trên toàn thế giới chỉ trong thành phố này. Trong năm 2010, GDP bình quân đầu người cũng đạt 49.600 USD, đứng thứ 9 trên thế giới sau Qatar, Liechtenstein và Luxembourg và nhiều nước khác. Thuế ở Abu Dhabi, như ở phần còn lại của UAE, không có ở một đối tượng cư trú và đối với một công ty phi ngân hàng, không phải là dầu mỏ. Abu Dhabi cũng đang lên kế hoạch cho nhiều dự án trong tương lai chia sẻ với Hội đồng hợp tác cho các quốc gia Ả Rập vùng Vịnh (GCC) và chiếm 29% tổng số kế hoạch trong tương lai của GCC. Các Tiểu vương quốc Arập thống nhất là một nền kinh tế đang phát triển nhanh: năm 2006 thu nhập bình quân đầu người đã tăng 9%, cung cấp GDP bình quân đầu người là 49.700 đô la và đứng thứ ba trên thế giới về sức mua tương đương. Quỹ đầu tư Abu Dhabi (ADIA), hiện đang ước tính 875 tỷ đô la Mỹ, là quỹ tài sản giàu có nhất thế giới về tổng giá trị tài sản. Etihad Airways duy trì trụ sở tại Abu Dhabi

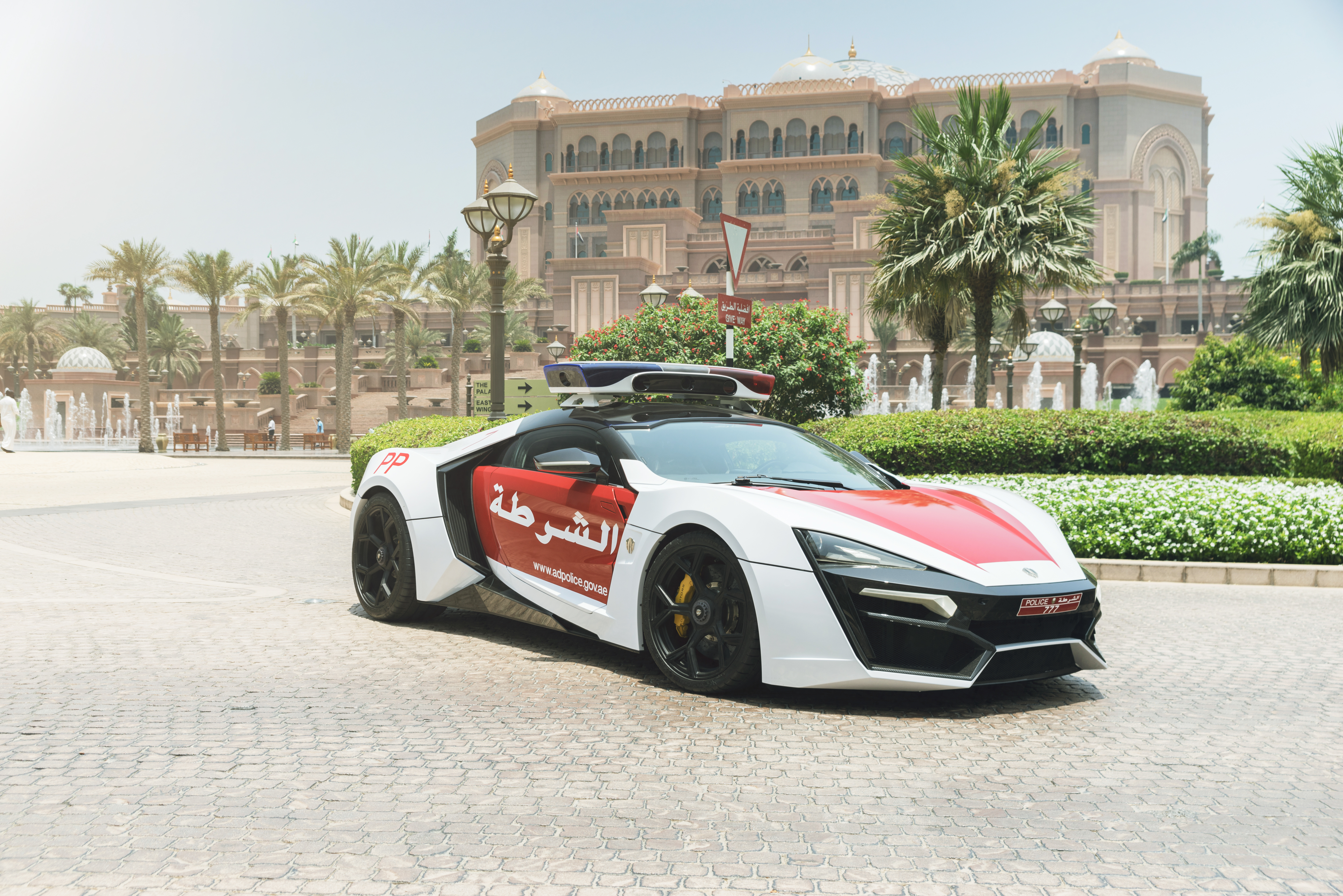
Cảnh sát Abu Dhabi ở khách sạn Emirates.

Chính phủ của Abu Dhabi đang tìm cách mở rộng doanh thu từ sản xuất dầu và khí đốt sang du lịch và các loại khác có thể thu hút được nhiều loại người khác nhau. Mục tiêu này được nhìn thấy trong số lượng sự chú ý mà Abu Dhabi đang dành cho sân bay quốc tế của mình. Sân bay, trong năm 2009, đã tăng 30% về sử dụng hành khách. Ý tưởng đa dạng hoá nền kinh tế cũng được thấy trong Tầm nhìn kinh tế Abu Dhabi năm 2030 do Hội đồng Quy hoạch Đô thị Abu Dhabi lên kế hoạch. Trong kế hoạch này, nền kinh tế của Abu Dhabi sẽ bền vững và không phụ thuộc vào bất kỳ khía cạnh hay nguồn thu nào. Cụ thể hơn, phần thu nhập không phải dầu mỏ dự kiến sẽ tăng từ khoảng 40% lên khoảng 70%.
Nhiều tổ chức sản xuất phim Hollywood và các quốc gia khác đã sử dụng UAE làm địa điểm quay phim. Trong khi Dubai lân cận được chú ý nhiều, trong những năm gần đây, Abu Dhabi đã trở thành điểm đến phổ biến. Tháp Etihad và khách sạn Emirates là một số địa điểm được sử dụng làm địa điểm quay phim Furious 7. Trong bộ phim này, những chiếc xe lướt qua toà nhà và đập vỡ cửa sổ của tháp Etihad.

## Văn hóa
Abu Dhabi có một xã hội đa dạng và đa văn hóa. Dấu ấn văn hoá của thành phố là một cộng đồng ngọc trai đồng nhất nhỏ và đồng nhất về sắc tộc đã được thay đổi với sự xuất hiện của các nhóm dân tộc khác và các dân tộc khác - đầu tiên là người Iran vào đầu những năm 1900, và sau đó là các sắc dân châu Á và châu Âu vào những năm 1950 và 60. Abu Dhabi đã bị chỉ trích vì đã duy trì một xã hội dựa trên tầng lớp, nơi mà những người lao động di cư thuộc tầng lớp thấp hơn và bị lạm dụng "là đặc hữu của hệ thống". Các ngày lễ lớn ở Abu Dhabi bao gồm Eid al Fitr, đánh dấu sự kết thúc của lễ Ramadan, Eid ul-Adha, đánh dấu sự kết thúc của Hajj và Ngày Quốc khánh (2/12), đánh dấu việc hình thành các Tiểu vương quốc Ả Rập Thống nhất.
Sự phát triển kinh tế xã hội độc đáo này ở Vịnh Ba Tư có nghĩa là Abu Dhabi nói chung là khoan dung hơn so với các nước láng giềng, bao gồm Ả Rập Xê Út. Emiratis đã được biết đến với sự khoan dung của họ; Các nhà thờ Thiên chúa giáo, các đền thờ Hindu, và những ngôi nhà thờ Sikh (nhưng không có giáo đường) có thể được tìm thấy bên cạnh những nhà thờ Hồi giáo. Bầu không khí quốc tế đang phát triển dần dần và kết quả là có rất nhiều trường học châu Á và phương Tây, trung tâm văn hóa và nhà hàng theo chủ đề.
Abu Dhabi là nơi tổ chức các cơ sở văn hoá bao gồm Tổ chức Văn hoá và Nhà hát Quốc gia. Quỹ Văn hoá, trong khi đóng cửa để xây dựng lại vào mùa xuân năm 2011, là nhà của Thư viện Công cộng và Trung tâm Văn hóa UAE. Các hiệp hội văn hoá khác nhau như Hiệp hội Âm nhạc Cổ điển Abu Dhabi có một thành phố mạnh mẽ và dễ nhìn thấy ở thành phố này. Quỹ Emirates đã đưa ra các khoản tài trợ để hỗ trợ nghệ thuật, cũng như thúc đẩy khoa học và công nghệ, giáo dục, bảo vệ môi trường và phát triển xã hội. Giải thưởng Quốc tế về Văn học Ả Rập (IPAF) sẽ có trụ sở tại Abu Dhabi. Thành phố này cũng có hàng trăm hội nghị và triển lãm hàng năm tại các địa điểm hiện đại bao gồm Trung tâm Triển lãm Quốc gia Abu Dhabi (ADNEC), trung tâm triển lãm lớn nhất của Vịnh Ba Tư và đón khoảng 1,8 triệu du khách mỗi năm. 

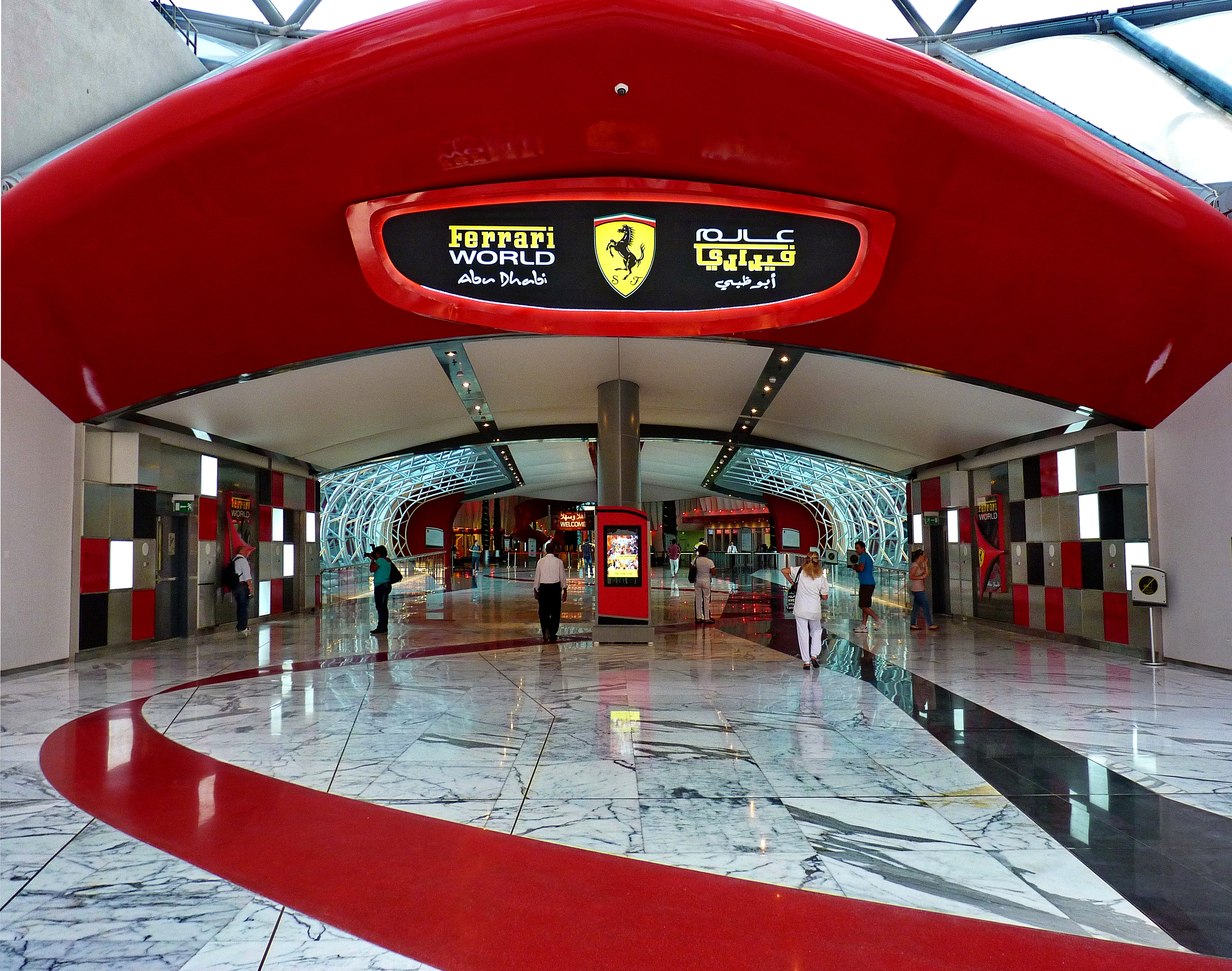
Ferrari World

Dòng Race Red Bull Race Thế giới đã trở thành một yếu tố thể thao ngoạn mục cho thành phố trong nhiều năm, đưa hàng chục ngàn người đến bờ sông. Một sự kiện lớn khác là Triển lãm và Hội nghị Dầu khí Quốc tế Abu Dhabi (ADIPEC).
Sự đa dạng của ẩm thực ở Abu Dhabi là sự phản ánh bản chất toàn cầu của xã hội. Ẩm thực Ả Rập rất phổ biến và có sẵn ở khắp mọi nơi trong thành phố, từ shawarma nhỏ đến các nhà hàng cao cấp trong thành phố của nhiều khách sạn. Thức ăn nhanh và ẩm thực Nam Á cũng rất phổ biến và có mặt rộng rãi. Việc bán và tiêu thụ thịt lợn, mặc dù không bất hợp pháp, được quy định và chỉ được bán cho người không phải là người Hồi giáo ở các khu vực được chỉ định. Tương tự như vậy, việc bán đồ uống có cồn được quy định. Cần phải có giấy phép rượu để mua rượu; tuy nhiên, rượu, mặc dù có sẵn trong các quán bar và nhà hàng trong khách sạn bốn hoặc năm sao, không được bán rộng rãi như ở Dubai tự do hơn của nó Dubai. Các cửa hiệu Shisha và qahwa cũng phổ biến ở Abu Dhabi.
Thơ ở Abu Dhabi và UAE được đánh giá cao và thường tập trung vào các chủ đề châm biếm, tôn giáo, gia đình, hiệp sĩ và tình yêu. Theo một bài báo từ một trang du lịch ở Abu Dhabi, những người đạo sư, giáo viên, thủy thủ và hoàng tử đã tạo ra một số lượng lớn các nhà thơ trong UAE. Một hình thức độc đáo của thơ cho UAE đã được Al Khalil bin Ahmed thành lập vào thế kỷ 8 và nó được viết trong 16 mét (52 feet). Nhà thơ đầu tiên được biết đến từ UAE, Ibn Majid, được sinh ra vào khoảng giữa năm 1432 và 1437 ở Ras Al Khaimah. Theo trang du lịch Majid đến từ một gia đình thủy thủ và 40 tác phẩm của ông đã sống sót. Một nhà thơ Emirati, Ibn Daher là từ thế kỷ 17. Daher rất quan trọng vì ông đã sử dụng thơ Nabati (thơ AKA Bedouin), thơ viết bằng tiếng địa phương thay vì tiếng Ả Rập cổ điển / tôn giáo. Các nhà thơ quan trọng khác của UAE là Mubarak Al Oqaili (1880-1954), Salem bin Ali al Owais (1887-1959) và Abdulla bin Sulayem (1905-1976). Những nhà thơ này đã tạo bước tiến trong lĩnh vực thơ cổ điển Ả Rập như trái ngược với thơ Nabati của thế kỷ 17.
Một trong những tác phẩm nổi bật nhất của Ibn Masjid là cuốn sách có tên là Kitab al-Fawa'id fi. Usul 'Ilm al-Bahr wa' l-Qawa'id (Sách Thông tin hữu ích về Nguyên tắc và Điều lệ Điều hướng), và nó đã được viết vào năm 1490. Cuốn sách này thực sự là một bách khoa toàn thư về chuyển hướng và đi thuyền buồm trong và xung quanh Ấn Độ Dương. Masjid cũng đi vào chi tiết về những phức tạp và công nghệ của các kỹ thuật thuyền buồm Ả Rập. Một trích đoạn trong cuốn sách của ông là:
Ngày nay ở Abu Dhabi có một nhóm được gọi là Quỹ Văn hóa Abu Dhabi hoạt động để bảo vệ nghệ thuật và văn hóa của thành phố. Theo một bài viết từ Bản đồ Bồ Đào Nha tiếng Anh Al jawaher wal la'li là bản thảo đầu tiên được đưa ra khỏi UAE. Theo một bài báo khác, cuốn sách này được viết vào những năm 1990 và đã bị cấm trong thành phố một thời gian.

## Thành phố kết nghĩa
- Bethlehem, Palestine[34]
- Madrid, Tây Ban Nha (2007)[35]
- Houston, Texas, Hoa Kỳ (2002)[36]
- Brisbane, Úc (từ năm 2009)[37]
- Islamabad, Pakistan
- Ottawa, Ontario, Canada
- Minsk, Belarus (từ năm 2007)[38]
- Nicosia, Cộng hòa Síp (từ năm 2004)
- Iquique, Chile
- Jakarta, Indonesia
- đảo Kish, Iran
- Roskilde, Đan Mạch (từ năm 2011)